# Efua Dorkenoo

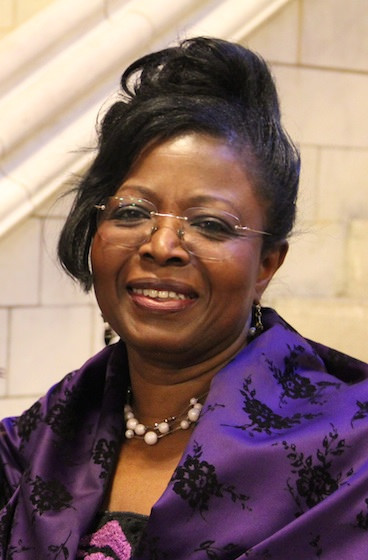
Efua Dorkenoo im Januar 2014

Efua Dorkenoo OBE (auch Stella Elliot Dorkenoo; * 6. September 1949 in Cape Coast, Ghana; † 18. Oktober 2014 in London, Vereinigtes Königreich) war eine ghanaische Frauenrechtlerin und Aktivistin gegen die Genitalverstümmelung von Mädchen und Frauen (FGM) sowie Krankenpflegerin. Sie war Gründerin The Foundation for Women’s Health, Research and Development (FORWARD) deren Vorsitzende sie von 1983 bis zu ihrem Tod 2014 war.

## Leben
Dorkenoo wurde als eines von elf Kindern von John Elliott Yorke und seiner Frau Marian geboren. Sie besuchte die Wesley Girl’s High School in Cape Coast und zog im Alter von 19 Jahren nach England, wo sie in London und Sheffield eine Ausbildung zur Krankenschwester absolvierte. Noch während der Ausbildung heiratete sie am 22. September 1973 in der Wesley Chapel in Sheffield den Polytechnikum-Studenten Ebenezer Augustus Graham (* 1947/1948), mit dem sie später zwei gemeinsame Söhne hatte. Nachdem diese Ehe geschieden wurde heiratete sie am 20. April 1990 in Lewisham den Journalisten Bernard Dotse Dorkenoo (* 1924/1925). Im Jahr 1994 wurde sie zum OBE ernannt. Ab 2012 war sie mit Freddie Green verheiratet, nachdem die Ehe mit Bernard Dotse Dorkenoo geschieden wurde.
Am 18. Oktober 2014 starb Dorkenoo in London an Eierstockkrebs.

## Wirken
Während ihrer Ausbildung zur Hebamme in Sheffield wurde sie zum ersten Mal mit den verheerenden Folgen der weiblichen Genitalverstümmelung konfrontiert, als eine junge Frau in den Wehen lag und festgestellt wurde, dass sie so stark infibuliert worden war, dass sie nicht auf natürlichem Wege gebären könne. Von dieser Praxis schockiert beschloss Dorkenoo damals, sich der Forschung und dem Kampf gegen diese Praxis zu widmen, von der man zu damaligem Zeitpunkt annahm, dass sie weltweit mindestens 125 Millionen Mädchen und Frauen, vor allem in Afrika und im Nahen Osten, betraf. Zusammen mit Scilla MacLean verfasste sie 1980 für die Minority Rights Group einen Bericht über die weibliche Beschneidung, Exzision und Infibulation (der erste Bericht zu diesem Thema, der in Großbritannien veröffentlicht wurde). 1982 erwarb sie an der London School of Hygiene & Tropical Medicine einen Masterabschluss mit einer Arbeit über die Geschichte, die Varianten und die Verbreitung dieser Praxis. Im darauffolgenden Jahr gründete sie die Foundation for Women’s Health, Research and Development (FORWARD), mit der sie sich für die Abschaffung der Genitalverstümmelung, mit besonderem Augenmerk auf die sexuelle und reproduktive Gesundheit afrikanischer Mädchen und Frauen, einsetzte. Unter anderem durch ihre Foundation wurde die Praxis der Genitalverstümmelung in Großbritannien mit dem Female Circumcision Act 1985 verboten, wenn auch die Strafverfolgung aufgrund dieses Gesetzes erst ca. 30 Jahre später ins Rollen kam.
1994 wurde sie für ihre Arbeit mit Forward zum OBE ernannt. Im selben Jahr veröffentlichte sie Cutting the Rose: Female Genital Mutilation, the Practice and its Prevention, das 2002 von einer internationalen Jury zu einem der 100 besten afrikanischen Bücher des 20. Jahrhunderts gewählt wurde. Darin beschrieb sie ausführlich die Geschichte, den kulturellen Kontext und die vermeintlichen Rechtfertigungen, die geografische Verbreitung sowie die physischen Folgen der Praktiken, die sie (gegen anfängliche Kritik) als Verstümmelung bezeichnete. Ab 1995 war sie stellvertretende Direktorin der Abteilung für Frauengesundheit bei der Weltgesundheitsorganisation, wo sie Aktionspläne entwickelte und mit Regierungen, insbesondere in West- und Ostafrika zusammenarbeitete, um die Praxis der Genitalverstümmelung auszurotten. Über die langsamen Fortschritte frustriert verließ sie 2001 die Organisation, um für die Frauenrechtsorganisation Equality Now zu arbeiten, die ihr im Jahr zuvor einen Preis für ihren Beitrag zu den Frauenrechten verliehen hatte. Im Jahr 2012 – inzwischen mit Freddie Green verheiratet – wurde sie zur ehrenamtlichen Senior Research Fellow an der School of Health Sciences der City, University ernannt. 2013 gelang es ihr, die britische Regierung davon zu überzeugen, eine Anschubfinanzierung für einen neuen Dachverband verschiedener Kampagnengruppen bereitzustellen: Together to End FGM, dessen erste Programmdirektorin sie wurde. Die Organisation mit Büros in London und Nairobi wurde am 10. Oktober 2014 offiziell gegründet – Anfang desselben Jahres fand im Vereinigten Königreich die erste strafrechtliche Verfolgung für die Durchführung von FGM (Female Genital Mutilation) statt. Dorkenoo bestand bis zu ihrem Tod am 18. Oktober 2014 darauf, dass Genitalverstümmelung als Verletzung der Menschenrechte anerkannt, und nicht nur als Gesundheitsproblem betrachtet, werden sollte und sagte: „If it was little boys getting their penises cut off, there would be a revolution“ (deutsch: „Wenn es kleine Jungs wären, denen ihr Penis abgeschnitten werden würde, gäbe es eine Revolution.“).

## Bibliographie
- Tradition! Tradition: A symbolic story on female genital mutilation. 1992
- mit Scilla Elworthy: Female Genital Mutilation: Proposals for Change. 1992
- Child Protection and Female Genital Mutilation: Advice for Health, Education, and Social Work Profes. 1992
- Report of the First Study Conference of Genital Mutilation of Girls in Europe/Western World. 1993
- Cutting The Rose: Female Genital Mutilation the Practice and its Prevention. 1994